# Tamot
Tamot (em tailandês: อำเภอบางแก้ว) é um distrito da província de Phatthalung, no sul da Tailândia. É um dos 11 distritos que compõem a província. Sua população, de acordo com dados de 2012, era de 29 902 habitantes, e sua área territorial é de 264,23 km².